# Squash-Mannschaftsweltmeisterschaft der Frauen 1990
Die 7. Mannschafts-Weltmeisterschaft der Frauen (englisch 1990 Women's World Team Squash Championships) fand vom 15. bis 21. Oktober 1990 in Sydney, Australien, statt. Insgesamt nahmen 18 Mannschaften teil, ein neuer Teilnehmerrekord. Malaysia, Singapur, Papua-Neuguinea und die Schweiz gaben ihr Debüt.
England gewann zum vierten Mal in Folge die Weltmeisterschaft. Wie bei den letzten beiden Austragungen bezwang die englische Mannschaft im Endspiel Australien. Im Spiel um Platz drei setzte sich wie schon 1989 Neuseeland gegen Deutschland durch. Die Schweiz belegte bei ihrem Weltmeisterschaftsdebüt den 12. Platz.

## Modus
Die teilnehmenden Mannschaften wurden gemäß ihrer Ergebnisse von der letzten Austragung für die Vorrunde in vier Gruppen gelost, wobei nur die Mannschaften der Gruppen A und B um den Titel spielten. Innerhalb der Gruppen wurde jeweils im Round-Robin-Modus gespielt. Die beiden bestplatzierten Mannschaften der Gruppen A und B zogen ins Halbfinale ein.
Alle Mannschaften bestanden aus mindestens drei und höchstens vier Spielern, die in der Reihenfolge ihrer Spielstärke gemeldet werden mussten. Pro Begegnung wurden drei Einzelpartien bestritten. Eine Mannschaft hatte gewonnen, wenn ihre Spieler zwei der Einzelpartien gewinnen konnten. Die Spielreihenfolge der einzelnen Partien war unabhängig von der Meldereihenfolge der Spieler.

## Ergebnisse

### Vorrunde

#### Gruppe A
| Rang | Land        | Sp. | S | N | Sp.-Diff. | Punkte |
| ---- | ----------- | --- | - | - | --------- | ------ |
| 1    | England     | 3   | 3 | 0 | 8:1       | 6      |
| 2    | Deutschland | 3   | 2 | 1 | 4:5       | 4      |
| 3    | Irland      | 3   | 1 | 2 | 4:5       | 2      |
| 4    | Finnland    | 3   | 0 | 3 | 2:7       | 0      |

| England     | – | Deutschland | 3:0 |
| England     | – | Irland      | 2:1 |
| England     | – | Finnland    | 3:0 |
| Deutschland | – | Irland      | 2:1 |
| Deutschland | – | Finnland    | 2:1 |
| Irland      | – | Finnland    | 2:1 |

#### Gruppe B
| Rang | Land        | Sp. | S | N | Sp.-Diff. | Punkte |
| ---- | ----------- | --- | - | - | --------- | ------ |
| 1    | Australien  | 3   | 3 | 0 | 8:1       | 6      |
| 2    | Neuseeland  | 3   | 2 | 1 | 7:2       | 4      |
| 3    | Niederlande | 3   | 1 | 2 | 3:6       | 2      |
| 4    | Schottland  | 3   | 0 | 3 | 0:9       | 0      |

| Australien  | – | Neuseeland  | 2:1 |
| Australien  | – | Niederlande | 3:0 |
| Australien  | – | Schottland  | 3:0 |
| Neuseeland  | – | Niederlande | 3:0 |
| Neuseeland  | – | Schottland  | 3:0 |
| Niederlande | – | Schottland  | 3:0 |

#### Gruppe C
| Rang | Land     | Sp. | S | N | Sp.-Diff. | Punkte |
| ---- | -------- | --- | - | - | --------- | ------ |
| 1    | Kanada   | 4   | 4 | 0 | 12:0      | 8      |
| 2    | Schweiz  | 4   | 3 | 1 | 7:5       | 6      |
| 3    | Hongkong | 4   | 2 | 2 | 6:6       | 4      |
| 4    | Schweden | 4   | 1 | 3 | 5:7       | 2      |
| 5    | Malaysia | 4   | 0 | 4 | 0:12      | 0      |

| Kanada  | – | Schweiz  | 3:0 |
| Kanada  | – | Hongkong | 3:0 |
| Kanada  | – | Schweden | 3:0 |
| Kanada  | – | Malaysia | 3:0 |
| Schweiz | – | Hongkong | 2:1 |

| Schweiz  | – | Schweden | 2:1 |
| Schweiz  | – | Malaysia | 3:0 |
| Hongkong | – | Schweden | 2:1 |
| Hongkong | – | Malaysia | 3:0 |
| Schweden | – | Malaysia | 3:0 |

#### Gruppe D
| Rang | Land               | Sp. | S | N | Sp.-Diff. | Punkte |
| ---- | ------------------ | --- | - | - | --------- | ------ |
| 1    | Vereinigte Staaten | 4   | 4 | 0 | 11:1      | 8      |
| 2    | Frankreich         | 4   | 3 | 1 | 9:3       | 6      |
| 3    | Singapur           | 4   | 2 | 2 | 6:6       | 4      |
| 4    | Spanien            | 4   | 1 | 3 | 4:8       | 2      |
| 5    | Papua-Neuguinea    | 4   | 0 | 4 | 0:12      | 0      |

| Vereinigte Staaten | – | Frankreich      | 2:1 |
| Vereinigte Staaten | – | Singapur        | 3:0 |
| Vereinigte Staaten | – | Spanien         | 3:0 |
| Vereinigte Staaten | – | Papua-Neuguinea | 3:0 |
| Frankreich         | – | Singapur        | 2:1 |

| Frankreich | – | Spanien         | 3:0 |
| Frankreich | – | Papua-Neuguinea | 3:0 |
| Singapur   | – | Spanien         | 2:1 |
| Singapur   | – | Papua-Neuguinea | 3:0 |
| Spanien    | – | Papua-Neuguinea | 3:0 |

### Halbfinale
| England    | – | Neuseeland  | 3:0 |
| Australien | – | Deutschland | 3:0 |

### Finale
| England                                                       | Finale | Australien                                                     |
| ------------------------------------------------------------- | --- | -------------------------------------------------------------- |
| Team Suzanne Horner Martine Le Moignan Lisa Opie Lucy Soutter | Datum: 21. Oktober 1990 Ort: Sydney \| Suzanne Horner \| 1:9, 9:6, 10:8, 5:9, 2:9 \| Michelle Martin \| \| Lisa Opie \| 9:4, 6:9, 9:6, 9:5 \| Danielle Drady \| \| Martine Le Moignan \| 2:9, 9:7, 7:9, 9:3, 9:3 \| Liz Irving \| Resultat: 2:1 | Team Michelle Martin Liz Irving Danielle Drady Robyn Lambourne |
| Suzanne Horner                                                | 1:9, 9:6, 10:8, 5:9, 2:9 | Michelle Martin                                                |
| Lisa Opie                                                     | 9:4, 6:9, 9:6, 9:5 | Danielle Drady                                                 |
| Martine Le Moignan                                            | 2:9, 9:7, 7:9, 9:3, 9:3 | Liz Irving                                                     |

## Abschlussplatzierungen
| Rang | Mannschaft  |
| 01.  | England     |
| 02.  | Australien  |
| 03.  | Neuseeland  |
| 04.  | Deutschland |
| 05.  | Irland      |
| 06.  | Finnland    |
| 07.  | Niederlande |
| 08.  | Kanada      |

| Rang | Mannschaft         |
| 09.  | Frankreich         |
| 10.  | Vereinigte Staaten |
| 11.  | Schottland         |
| 12.  | Schweiz            |
| 13.  | Singapur           |
| 14.  | Hongkong           |
| 15.  | Schweden           |
| 16.  | Malaysia           |

| Rang | Mannschaft      |
| 17.  | Spanien         |
| 18.  | Papua-Neuguinea |